# Charles Wright (catch)
Pour les articles homonymes, voir Charles Wright, Wright et The Godfather.
Charles Wright né le 16 mai 1961 à Las Vegas au Nevada est un catcheur américain.
Il est intronisé dans le Hall of Fame de la WWE le 2 avril 2016.

## Biographie
Il est connu pour avoir catché à la World Wrestling Entertainment dans les années 1990 et le début des années 2000 sous les noms de Papa Shango, Kama, Kama Mustafa, The Godfather et The Goodfather.
World Wrestling Federation (1992-2002)
Il fait ses débuts en 1992 en tant que Papa Shango. Lors du Raw Is War en 1999, il remporte le WWF Intercontinental Championship contre Goldust. Normalement c'était The Big Boss Man qui devait affronter Goldust mais il lui demande lui laisser la place.
The Goodfather a fait son retour au Royal Rumble 2013, où il a été éliminé à la première seconde sur le ring par Dolph Ziggler.
Le 2 avril 2016, il est intronisé au WWE Hall of Fame sous son personnage The Godfather.

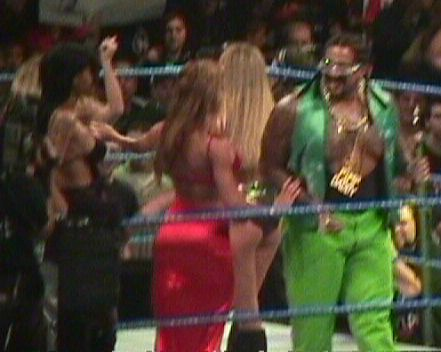
The Goodfather avec ses « hos » en 1999.

## Palmarès
- United States Wrestling Association
  - 1 fois USWA Unified World Heavyweight Champion
- World Wrestling Federation / World Wrestling Entertainment
  - 1 fois Intercontinental Champion
  - 1 fois World Tag Team Champion avec Bull Buchanan
  - WWE Hall of Fame 2016
- Wrestling Observer Newsletter
  - Worst Gimmick (1992)
  - Worst Feud of the Year (1992) vs. The Ultimate Warrior
  - Most Embarrassing Wrestler (1992)